# Sphaerospira challisi
Sphaerospira challisi är en snäckart som beskrevs av Cox 1873. Sphaerospira challisi ingår i släktet Sphaerospira och familjen Camaenidae. Inga underarter finns listade i Catalogue of Life.